# Conjunto grueso
En matemáticas, un  conjunto grueso o conjunto con grosor (thick set en inglés) es un Conjunto de números enteros que contiene intervalos arbitrariamente largos. Es decir, dado un conjunto grueso {\displaystyle T}, para cada {\displaystyle p\in \mathbb {N} }, hay algún {\displaystyle n\in \mathbb {N} } tal que {\displaystyle \{n,n+1,n+2,...,n+p\}\subset T}.

## Ejemplos
Trivialmente, {\displaystyle \mathbb {N} } es un conjunto grueso. Otros conjuntos bien conocidos que son gruesos incluyen los no primos y los no cuadrados. Los conjuntos gruesos también pueden ser escasos, por ejemplo:
{\displaystyle \bigcup _{n\in \mathbb {N} }\{x:x=10^{n}+m:0\leq m\leq n\}.}

## Generalizaciones
La noción de un conjunto grueso también se puede definir de manera más general para un semigrupo, de la siguiente manera. Dado un semigrupo {\displaystyle (S,\cdot )} y {\displaystyle A\subseteq S}, se dice que {\displaystyle A} es grueso si para cualquier subconjunto finito {\displaystyle F\subseteq S}, existe {\displaystyle x\in S} tal que
{\displaystyle F\cdot x=\{f\cdot x:f\in F\}\subseteq A.}
Se puede comprobar que cuando el semigrupo en consideración son los números naturales {\displaystyle \mathbb {N} } con la operación de suma {\displaystyle +}, esta definición es equivalente a la anterior.